# 女必殺拳 危機一発
『女必殺拳 危機一発』（おんなひっさつけん ききいっぱつ）は、1974年12月7日に公開された日本の映画。監督は山口和彦、主演は志穂美悦子。女必殺拳シリーズ第2作目。

## 概要
誘拐された香港の富豪の娘・王美麗の捜索を依頼された李紅竜が日本へ渡り、美麗や姉の白蘭らを喰い物にする宝石密輸組織を倒すために、組織に殺された香港の刑事・謝希大の弟の椿俊輔と共に立ち向かう。

## キャスト
- 李紅竜：志穂美悦子
- 李白蘭：光川環世
- 大曽根一成：室田日出男
- 本位田猪一郎：石橋雅史
- 藤田徹道：内田朝雄
- 根津忠：日尾孝司
- 黒木五郎：藤山浩二
- 須賀野音彦： 山本昌平
- 村川眉美：マダム・ジョイ
- 王渕明：永井秀明
- 本位田鹿二郎：斉藤一之
- 本位田蝶三郎：琳大興
- 羅内幻十郎： 安岡力也
- 崔赤牛：原田力
- 王美麗：田中久子
- 謝希大：土山登士幸
- 藤田琴絵：坂東美千代
- 内藤剛： 沢田俊彦
- 荒川進：木下啓二
- ：たこ八郎
- ：柴山俊之
- 小日向：相馬剛三
- ヘシウム：刈谷俊介
- 北見：漆山秀幸
- 沢本：和田真
- 白虎：司欣也
- 三岸：亀山達也
- 桜井正明：山浦栄
- ：大泉公孝
- 高沢：桐島好夫
- 子分：城春樹
- ： 溝口久夫
- ： 高島志敏
- ：宮地謙吾
- ：菊池正孝
- 黛虹之介： 金田治
- ： 三城貴子
- ：章文栄
- ：田沢裕子
- ：ジャパン・アクション・クラブ
- 椿俊輔：倉田保昭

## スタッフ
- 監督 - 山口和彦
- 脚本 - 鈴木則文、掛札昌裕
- 企画 - 吉峰甲子夫、高村賢治
- 音楽 - 菊池俊輔
- 撮影 - 中島芳男
- 照明 - 銀屋謙蔵
- 録音 - 小松忠之
- 美術 - 中村修一郎
- 編集 - 鈴木宏始
- 記録 - 山内康代
- 助監督 - 岡本明久
- 技斗 - 日尾孝司
- スチール - 加藤光男
- 装飾 - 田島俊英
- 装置 - 小早川一
- 美粧 - 入江荘二
- 美容 - 宮島孝子
- 衣裳 - 河合啓一
- 演技事務 - 山田光男
- 進行主任 - 東一盛
- 現像 - 東映化学

## 同時上映
- 脱獄広島殺人囚
- 監督：中島貞夫
- 脚本：野上龍雄
- 企画：松方弘樹、梅宮辰夫、渡瀬恒彦、若山富三郎他